# 庆坪河
庆坪河，位于中国贵州省西南部，是大田河右岸支流，发源于安龙县兴隆镇大山脚，东北流至册亨县林家洞入洞伏流3千米，于旧田湾复明流，至册亨县庆坪乡北部入大田河。河长35千米，平均比降23.1‰，流域面积319平方千米，落差810米。